# NGC 6309
NGC 6309 في الفهرس العام الجديد، هي مجرة، تقع في كوكبة الحواء. اكتشفت في 1876 بواسطة فيلهلم تمبل.

## روابط خارجية
- NGC 6309 على موقع ويكي سكاي: DSS2, SDSS, GALEX, IRAS, Hydrogen α, X-Ray, Astrophoto, Sky Map, Articles and images